# Makubetsu
Makubetsu (jap. 幕別町 Makubetsu-chō) – miasto w Japonii, w prefekturze Hokkaido, w podprefekturze Tokachi. Według danych na rok 2020 miejscowość zamieszkiwało 25 766 mieszkańców , a gęstość zaludnienia wyniosła 53,9 os./km².